# Pirólisis de ésteres
La pirólisis de ésteres es una reacción en química orgánica al vacío que convierte los ésteres que contienen un átomo de hidrógeno β en el correspondiente ácido carboxílico y el alqueno. La reacción es una eliminación intramolecular (Ei) y opera de manera concertada (eliminación syn).
Ejemplo representativos de esta reacción es la preparación de ácido acrílico a partir de acrilato de etilo  a 590 °C, la síntesis de 1,4-pentadieno a partir del éster diacético del 1,5-pentanediol a 575 °C  o la preparación ciclobutenos a 700 °C